# Hemvärnet
Hemvärnet, die schwedische Heimwehr, ist eine Organisation innerhalb der schwedischen Streitkräfte, die seit 1940 in verschiedenen Formen operiert. Das Kommando der Heimwehr unter dem der Reichsheimwehrkommandeur befindet sich in der Garnison in Stockholm. Seit dem 1. Juli 2000 stellt die Heimwehr die Mehrheit des Personals der schwedische Streitkräfte, alle Angehörigen sind Freiwillige. Die Heimwehr muss in der Lage sein, die Zivilgesellschaft bei schweren Belastungen (z. B. bei Naturkatastrophen) zu schützen und zu unterstützen sowie das eigene Territorium zu überwachen. Die Heimwehr übt ihre Kampfaufgaben jährlich und hält bereits in Friedenszeiten ein sehr hohes Maß an Bereitschaft aufrecht, da persönliche Ausrüstung im Haus des Soldaten aufbewahrt wird.

## Aufgaben
Die Heimwehr hat die Aufgabe, über die gesamte Konfliktskala hinweg zu arbeiten – von der Unterstützung der Zivilgesellschaft bei Katastrophen in Friedenszeiten bis hin zu bewaffneten Kämpfen im Krieg. Die Heimwehr ist Teil der Schwedischen Streitkräfte und macht über die Hälfte des Personals der Streitkräfte aus.  Die Einheiten des Heimwehrs sind Eingreifkräfte mit der Hauptaufgabe, die Gesellschaft in Krisenzeiten schützen, das eigene Territorium zu überwachen und die regulären Streitkräfte zu unterstützen. Auf diese Weise bilden die Einheiten der Heimwehr eine nationale und territoriale Grundplatte für die Verteidigung und den Schutz Schwedens.
Wenn Schweden von Naturkatastrophen, schweren Unfällen oder anderen Bedrohungen für die Gesellschaft betroffen ist, unterstützt die Heimwehr auf Anforderung Polizei, Feuerwehr, Rettungsdienste sowie andere Behörden. Bei Waldbränden, Überschwemmungen, Pandemien oder der Suche nach vermissten Personen sind Einheiten der Heimwehr eine zusätzliche Personalressource. Jedes Jahr führt die Heimwehr eine große Anzahl solcher Aktivitäten zur Unterstützung der Gesellschaft durch.

## Heimwehrverbände
- 10. Heimwehrbataillon/Lapplandsjägarbataljon
- 11. Heimwehrbataillon/Gränsjägarsbataljonen
- 12. Heimwehrbataillon/Norrbottensbataljon
- 13. Heimwehrbataillon/Västerbottensbataljon
- 14. Heimwehrbataillon/Fältjägarbataljonen
- 15. Heimwehrbataillon/Ångermanlandsbataljon
- 16. Heimwehrbataillon/Medelpadsbataljon
- 17. Heimwehrbataillon/Dalabataljonen
- 18. Heimwehrbataillon/Gävleborgsbataljon
- 19. Heimwehrbataillon/Värmlandsbataljonen
- 20. Heimwehrbataillon/Sannahedsbataljonen
- 21. Heimwehrbataillon/Upplandsbataljon
- 22. Heimwehrbataillon/Västmanlandsbataljon
- 23. Heimwehrbataillon/Attundalandsbataljon
- 24. Heimwehrbataillon/Hemvärnsbataljon Stockholm
- 25. Heimwehrbataillon/Taeliehusbataljon
- 26. Heimwehrbataillon/Järvabataljon
- 27. Heimwehrbataillon/Södermanlandsbataljonen
- 28. Heimwehrbataillon/Roslagsbataljonen
- 29. Heimwehrbataillon/Södertörnsbataljon
- 30. Heimwehrbataillon/1:a Livgrenadjärbataljonen
- 31. Heimwehrbataillon/2:a Livgrenadjärbataljonen
- 32. Heimwehrbataillon/Gotlands bataljon
- 33. Heimwehrbataillon/Norra Smålands bataljon
- 34. Heimwehrbataillon/Kalmarbataljonen
- 35. Heimwehrbataillon/Kronobergsbataljonen
- 36. Heimwehrbataillon/Blekinge västra bataljon
- 37. Heimwehrbataillon/Blekinge östra bataljon
- 38. Heimwehrbataillon/Kinne bataljonen
- 39. Heimwehrbataillon/Kåkind bataljon
- 40. Heimwehrbataillon/Bohusbataljonen
- 41. Heimwehrbataillon/Göteborg södra bataljon
- 42. Heimwehrbataillon/Göteborg norra bataljon
- 43. Heimwehrbataillon/Göteborgs skärgårdsbataljon
- 44. Heimwehrbataillon/Älvsborgsbataljonen
- 45. Heimwehrbataillon/Hallandsbataljonen
- 46. Heimwehrbataillon/Södra Skånska bataljonen
- 47. Heimwehrbataillon/Malmöhusbataljonen
- 48. Heimwehrbataillon/Skånska dragonbataljonen
- 49. Heimwehrbataillon/Norra Skånska bataljonen

Quelle: 

## Einheiten
Die Heimwehrbataillone sind innerhalb von sechs Stunden teilweise einsatzbereit. Die gebräuchlichsten Einheiten sind Bewachungskompanien und Einsatzkompanien. Die Bewachungskompanien sind stationäre Einheiten, die in ihrer jeweiligen Region operieren, während die Einsatzkompanien taktisch mobile Einheiten mit anspruchsvolleren Aufgaben sind. Die Einsatzkompanien bewegen sich mit Kettenfahrzeugen, Geländewagen und sonderausgestatteten Kleinbussen dorthin, wo sie am dringendsten gebraucht werden.
Bootkompanien operieren entlang der schwedischen Küste und im Schärengarten. Aufklärungskompanien gewinnen Nachrichten durch Feindaufklärung und Raumüberwachung. Sie werden von den Heimwehrfliegerstaffeln unterstützt. Es gibt auch CBRN-Züge, Verkehrszüge und Pionierzüge. Darüber hinaus verfügt die Heimwehr über etwa 25 Musikkorps. Ein gemeinsames Befehlssystem macht die Heimwehreinheiten interoperabel mit anderen Einheiten der schwedischen Streitkräfte.